# Ludność Krosna

## LudnośćKrosna
- 1870 – 2 132[1]
- 1880 – 2 461[1]
- 1890 – 2 839[1]
- 1900 – 3 276[1]
- 1910 – 4 353[1]
- 1914 – 5 521[1]
- 1921 – 6 287[1]
- 1939 – 18 000
- 1946 – 13 873 (spis powszechny)
- 1950 – 14 814 (spis powszechny)
- 1955 – 17 215
- 1960 – 21 951 (spis powszechny)
- 1961 – 22 600
- 1962 – 22 900
- 1963 – 23 400
- 1964 – 23 700
- 1965 – 23 952
- 1966 – 24 200
- 1967 – 24 800
- 1968 – 25 200
- 1969 – 25 700
- 1970 – 26 700 (spis powszechny)
- 1971 – 27 200
- 1972 – 28 200
- 1973 – 31 300
- 1974 – 32 233
- 1975 – 33 113
- 1976 – 34 300
- 1977 – 35 700
- 1978 – 36 600 (spis powszechny)
- 1979 – 38 000
- 1980 – 39 087
- 1981 – 40 436
- 1982 – 41 561
- 1983 – 42 944
- 1984 – 44 131
- 1985 – 45 101
- 1986 – 46 188
- 1987 – 47 302
- 1988 – 48 264 (spis powszechny)
- 1989 – 49 094
- 1990 – 49 676
- 1991 – 50 101 (przekroczenie 50 tys. – miasto średniej wielkości w Polsce)
- 1992 – 49 380
- 1993 – 49 518
- 1994 – 49 421
- 1995 – 49 277
- 1996 – 49 466
- 1997 – 49 375
- 1998 – 49 227
- 1999 – 49 195
- 2000 – 48 890
- 2001 – 48 791
- 2002 – 48 249 (spis powszechny)
- 2003 – 48 025
- 2004 – 48 060
- 2005 – 47 817
- 2006 – 47 723
- 2007 – 47 477
- 2008 – 47 534
- 2009 – 47 563
- 2010 – 47 471
- 2011 – 47 348 (spis powszechny)
- 2012 – 47 307
- 2013 – 47 223
- 2014 – 46 934
- 2015 – 46 775
- 2016 – 46 565
- 2017 – 46 600
- 2018 – 46 511
- 2019 – 46 291
- 2020 – 45 944[2]
- 2021 – 45 057 (spis powszechny)[3]
- 2022 – 44 322[4]
- 2023 – 44 198[5]
- 2024 – 44 060[6]

## Powierzchnia Krosna
- 1995 – 43,48 km²
- 2006 – 43,50 km²
- 2021 – 44,70 km²[7]